# Solaris Trollino 18

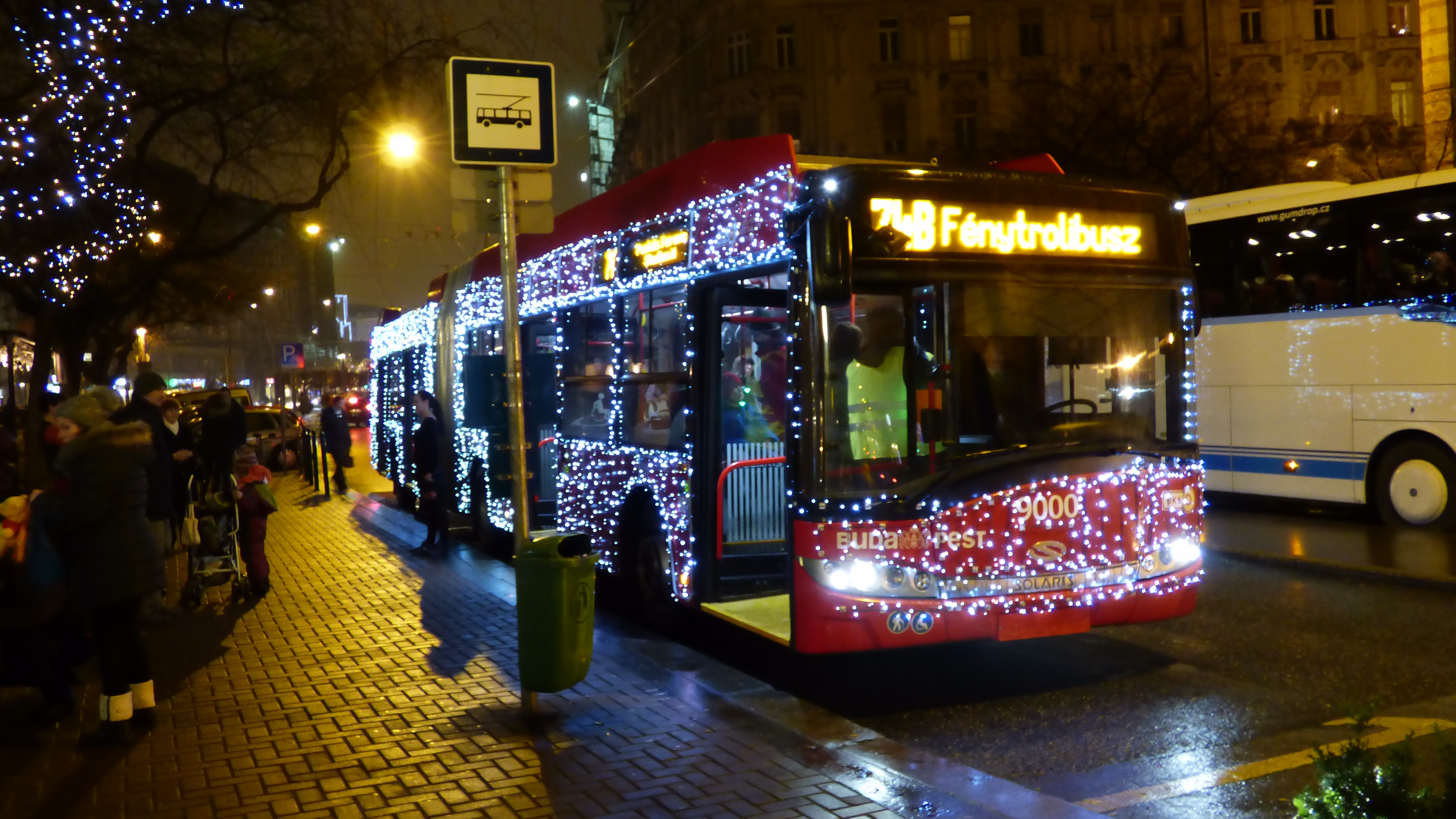
Fénytrolibusz Budapesten a 74B vonalon

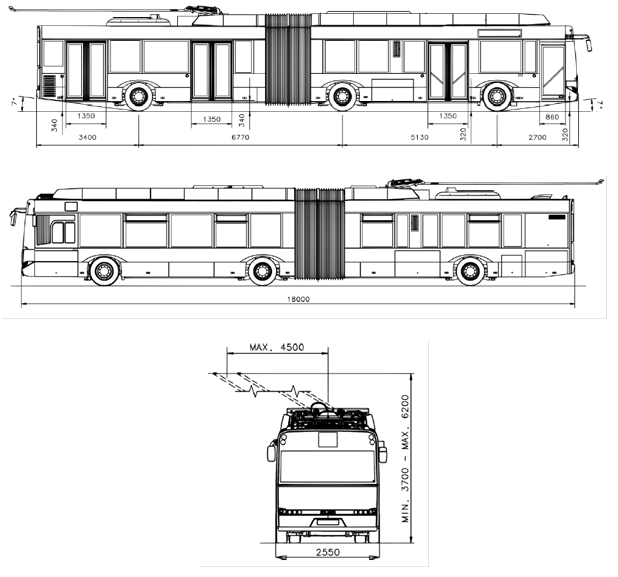
Škoda-Solaris Trollino 18A vázlatrajza

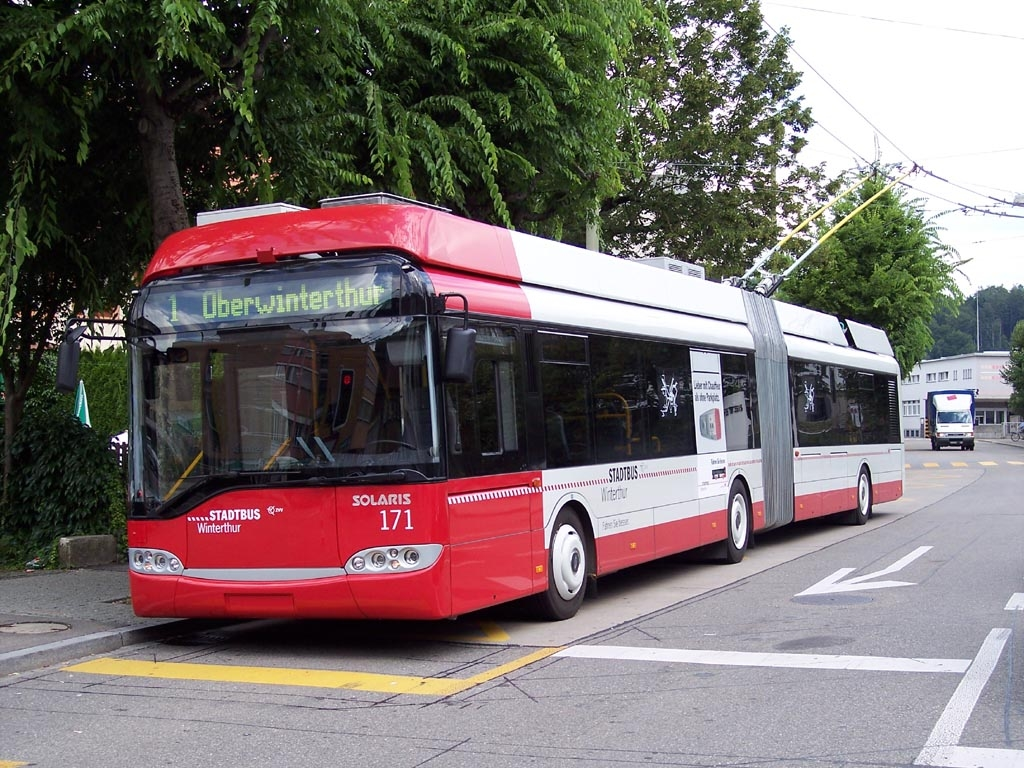
Solaris Trollino 18AC Winterthurban

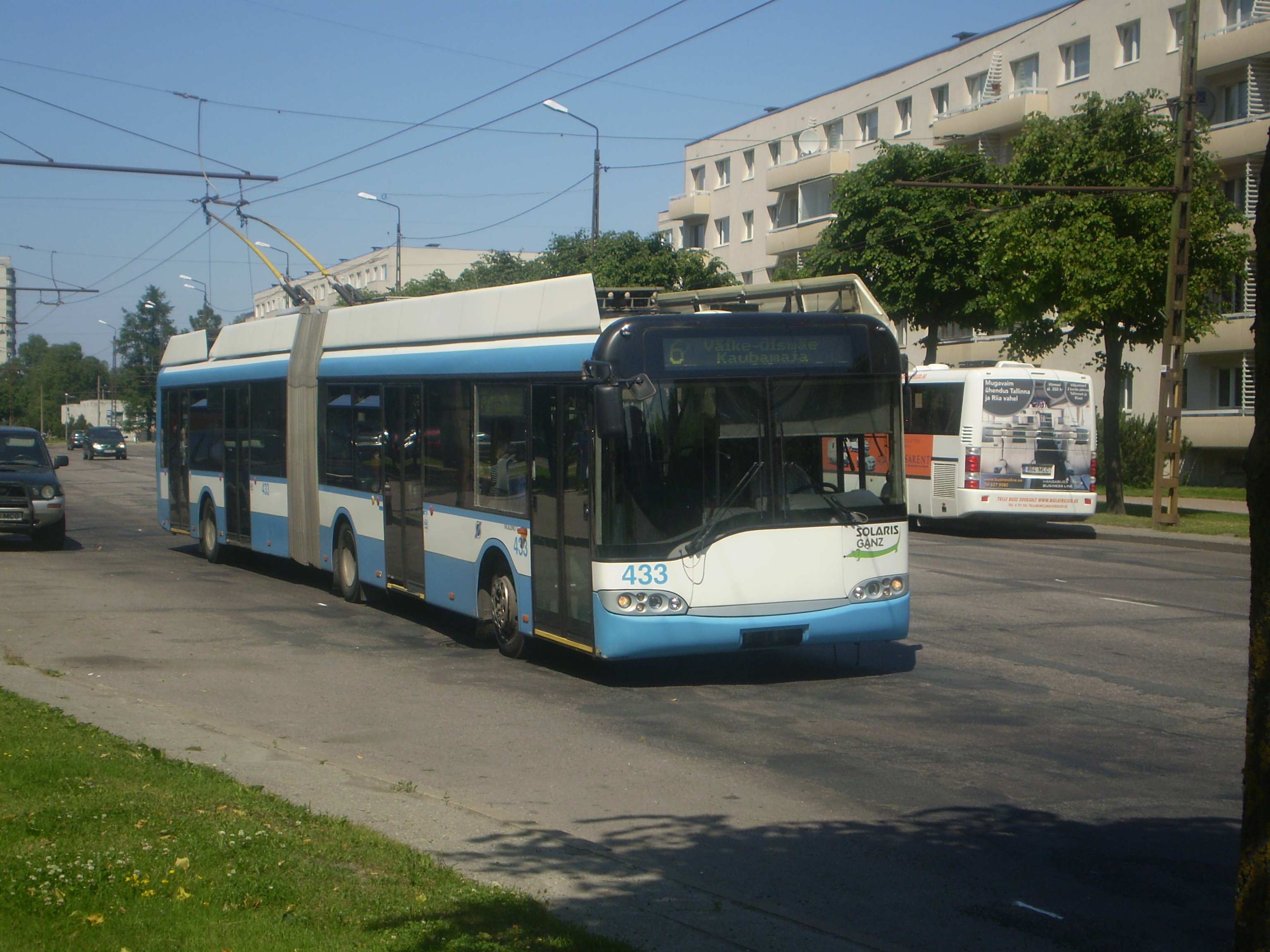
Solaris Trollino 18 Tallinnban

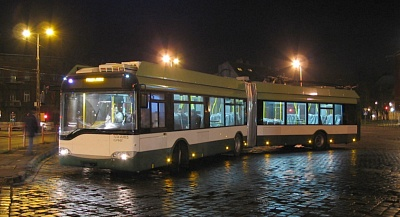
Római önjáró trolibusz, budapesti próbaútján

A Solaris Trollino 18 trolibuszok alapjául a lengyel Solaris Bus & Coach cég Urbino 18 csuklós buszai szolgálnak.

## Elektronika
Korszerű IGBT-s inverter hajtásúak, háromfázisú aszinkronmotorral, mikroprocesszoros szabályozó rendszerrel, többszintű diagnosztikai védelemmel a vezető segítségére. A jármű fékezéskor képes a hálózatba visszatáplálni, valamint a saját energiaellátását biztosítani például az önjáró lítium-ionos akkuk rekuperációs töltésével. Az önjáró képessége teljes utasterheléssel 4 km.

## Műszaki adatok
A jármű 100%-ban alacsonypadlós. A mozgássérült utasok felszállásának megkönnyítésére rendelkezik úgynevezett térdeplő funkcióval és kézi mozgatású lehajtható rámpával a középső ajtónál. Korszerű Futár-kompatibilis audiovizuális utastájékoztató rendszere van, LED-es külső táblákkal, valamint TFT belső monitorral. A vezetőfülke és az utastér klimatizált, a hűtés/fűtés vezérlése automatikusan történik. Központi zsírzó berendezéssel ellátottak.

## Karosszéria, vázszerkezet, burkolatok
A lengyel Solaris cég szóló és csuklós buszai a kor színvonalának megfelelő műszaki megoldások alkalmazásával. 100%-ban alacsonypadlós konstrukció, 360 mm-es padlómagassággal és járdaoldali billentési funkcióval. Önhordó alváz, alvázkeret: teljesen rozsdamentes acél, járműtest: rozsdamentes acél, teljesen rozsdamentes karosszéria, rozsdamentes acéllemez, üvegszállal megerősített műanyag és alumínium.

## Elektromos részek
Škoda Bluedrive aszinkron motoros hajtás. Škoda hajtáskonténer és segédüzemi energiaellátó egység. Aszinkronmotorral hajtott rotációs légsűrítő, Škoda hajtómotorok, melyek 250 kW névleges teljesítményűek. Hidraulika főszivattyú veszteségmentes szabályzású kialakításban a hajtómotor végére van szerelve. A segédszivattyú 24V DC táplálású inverteres háromfázisú alacsony-feszültségű motorral hajtott kivitel. Klímakompresszor(ok) háromfázisú egybeépített motor-kompresszor egységűek. A fűtőberendezés folyékony közeges, a vízmelegítőben elektromos fűtőszálak melegítik a G30 fűtőközeget az üzemi hőmérsékletre.
Az utasajtók befelé nyíló bolygóajtók elektromos működtetéssel, élvisszanyitókkal ajtószárnyanként valamint infraérzékelőkkel az ajtók felett. Az ajtólapok erőkorlátozással ellátottak mind zárás, mind nyitás irányban.
Az áramszedők cseh gyártmányúak pneumatikus működtetéssel, légrugós kialakítással.

## Néhány város

### Budapest
A járművek 2015 novembere óta fokozatosan álltak forgalomba. Pályaszámok: 9000–9015
2017. február 13. és 17. között ajtóhiba miatt az összes Škoda-Solaris Trollino trolibuszt ideiglenesen kivonták a forgalomból.
2019 tavaszától várhatóan újabb 31 csuklós, illetve 29 szóló Škoda-Solaris Trollino érkezhet Budapestre.
A negyedik generációs 9100–9110 pályaszámú járművek 2019 őszén álltak forgalomba, ezen felül 2020 júliusában újabb kocsi csatlakozott hozzájuk 9111-es pályaszámmal a Solaris-flotta késedelmes szállítása miatt felgyülemlett kötbér ellenében. Hasonló ok miatt 2021 októberében újabb két jármű érkezett (9112, 9113).
2022-ben további 36 darab új trolibusz érkezhet a típusból a fővárosba.
Az opció keretében lehívott járművekből az első 2022. szeptember 22-én érkezett meg.

### Brno
Brno 2021-ben a Solaris nyerte a 20+20 db új csuklós trolibuszokra kiírt tendert. Az első trolibuszok 2021 végétől álltak forgalomba, ezáltal leállításra kerültek idősebb trolibuszok Üzemeltetőjük a DPMB (Dopravní podnik města Brna)
Pályaszámok: 3648–3687

### Riga
Riga (Lettország) városában az első két Trollino 18 2001-ben jelent meg. 2007-re már 52 jármű állt forgalomba. Üzemeltetőjük a SIA Rigas satiksme. Ezek nagy része, 35 darab a Ganz Transelektro által, 2005-ben álltak forgalomba. További 17 kocsit a Ganz Škoda szállított 2007-ben. Nem önjáróak, teljesen légkondicionáltak. 

Pályaszámok: 600–626; 650–674 (658-674: Ganz Škoda)

### Róma
Rómában 2004 óta 30 darab Ganz Solaris Trollino 18 típusú csuklós trolibusz közlekedik. Üzemeltetőjük az Atac SpA. (Agenzia per la mobilità del Comune de Roma). Teljesen légkondicionált utastér, elektromos rámpa, kamerás megfigyelőrendszer. Nagy kapacitású akkumulátorokkal szerelve melyek fékezéskor képesek az akkumulátor töltésére. Róma az 1970-es években felszámolt trolibusz hálózatát élesztette fel ezekkel a trolibuszokkal, városkép védelmi szempontokból azonban a belvárosban önjáró üzemmódban közlekednek.
Pályaszámok: 8501–8530

### Tallinn
Észtország fővárosában, Tallinnban 2002–2004 között 18 darab Trollino 12 és 5 darab Trollino 18 típusú trolibuszt szereztek be. Üzemeltetőjük a Tallinni Városi Közlekedési Vállalat (TLT, Tallinna Linnatranspordi AS). Nem rendelkeznek önjáró képességgel.
Pályaszámok:
Trollino 18: 432–436 (437–443: nem Ganz Solaris, a cseh Cegelec hajtásrendszerével készültek)

### Brassó
Brassóba 2019–2020 között 26 darab Škoda hajtóműves Trollinót szállítottak le, pályaszámaik 2000–2025. 2021-ben további 25 db trolibuszt terveznek leszállítani. Pályaszámok: 2026-2050